# イヴォ・ヴァンダム
イヴォ・ヴァンダム (Ivo Van Damme、1954年2月21日 - 1976年12月29日)は、ベルギーの陸上競技選手。オースト＝フランデレン州・デンデルモンデ出身、身長191cm、体重76kg。
1976年のヨーロッパ室内陸上を制し モントリオールオリンピックでは優勝候補の一人として目されるようになる。オリンピックの男子800mではキューバのアルベルト・ファントレナ、1500mではニュージーランドのジョン・ウォーカーにそれぞれ敗れたものの2つの銀メダルを獲得する。
1976年の暮れ、22歳の時に、マルセイユからの帰途で自動車事故に遭いヴォクリューズ県で死去した。翌年に結婚する予定であった。彼を記念した大会「メモリアルヴァンダム」がブリュッセルのヘイゼル・スタジアムで1977年から開催されるようになり、この競技会は後年にIAAFゴールデンリーグやIAAFダイヤモンドリーグの1大会として実施されるようになった。

## 自己記録
- 800m - 1分43秒86（1976年）
- 1500m - 3分36秒26（1976年）